# Producto interior
En matemáticas, el producto interior (también conocido como derivada interior, multiplicación interior,  operador de inserción o derivación interna) es una (anti)derivación de grado−1 en el álgebra exterior de formas diferenciales en una variedad diferenciable. El producto interior, nombrado así en oposición al producto exterior, no debe confundirse con un espacio prehilbertiano. El producto interior ιXω a veces se escribe como X ⨼ ω.

## Definición
El producto interior se define como la contracción de una forma diferencial con un campo vectorial. Por tanto, si X es un campo vectorial en una variedad M, entonces
{\displaystyle \iota _{X}\colon \Omega ^{p}(M)\to \Omega ^{p-1}(M)}
es la aplicación que envía una p-forma ω a la (p−1)-forma ιXω  definida por la propiedad de que
{\displaystyle (\iota _{X}\omega )(X_{1},\ldots ,X_{p-1})=\omega (X,X_{1},\ldots ,X_{p-1})}
para cualquier campo vectorial X1, ..., Xp−1.
El producto interior es la única antiderivación de grado −1 en el álgebra exterior, de modo que en uno-formas α
{\displaystyle \displaystyle \iota _{X}\alpha =\alpha (X)=\langle \alpha ,X\rangle },
donde ⟨ , ⟩ es el emparejamiento dual entre α y el vector X. Explícitamente, si β es una forma p, entonces
{\displaystyle \iota _{X}(\beta \wedge \gamma )=(\iota _{X}\beta )\wedge \gamma +(-1)^{p}\beta \wedge (\iota _{X}\gamma ).}
La relación anterior indica que el producto interior obedece a una regla de Leibniz calificada. Una operación que satisface la linealidad junto con una regla de Leibniz se llama derivación.

## Propiedades
Por antisimetría de formas,
{\displaystyle \iota _{X}\iota _{Y}\omega =-\iota _{Y}\iota _{X}\omega }
y entonces {\displaystyle \iota _{X}\circ \iota _{X}=0}. Esto se puede comparar con la derivada exterior d, que tiene la propiedad de que d ∘ d = 0.
El producto interior relaciona la derivada exterior y la derivada de Lie de formas diferenciales por la fórmula de Cartan (también conocida como identidad de Cartan , fórmula de homotopía de Cartan o fórmula mágica de Cartan):
{\displaystyle {\mathcal {L}}_{X}\omega =d(\iota _{X}\omega )+\iota _{X}d\omega =\left\{d,\iota _{X}\right\}\omega .}
Esta identidad define una dualidad entre las derivadas exterior e interior. La identidad de Cartan es importante en topología simpléctica y relatividad general: consúltese la aplicación momento. La fórmula de homotopía de Cartan lleva el nombre de Élie Cartan.
El producto interior con respecto al conmutador de dos campos vectoriales {\displaystyle X}, {\displaystyle Y} satisface la identidad
{\displaystyle \iota _{[X,Y]}=\left[{\mathcal {L}}_{X},\iota _{Y}\right].}